# Kacúros véreslapu
A kacúros véreslapu (Hypochaeris radicata) az őszirózsafélék (Asteraceae) családjának véreslapu (Hypochaeris) nemzetségébe tartozó növényfaj. A távoli északi területeken kívül egész Európában elterjedt, de behurcolták Amerikába, Japánba, Ausztráliába és Új-Zélandra is. A mésztelen hegyi réteket, homoki gyepeket száraz tölgyeseket kedveli; 1400 méteres tengerszint feletti magasságig fordul elő.

## Jellemzés
20–60 cm magas, évelő növény. Kékeszöld szára csak ritkán ágazik el, legfeljebb pikkelylevelek találhatók rajta. Tőlevélrózsáján az akár 20 cm-esre megnövő levelek hosszúkásak, karéjosak, kacúrosak (fogazott hasábúak), ritka serteszőrösek. Június-szeptember között virágzik. A 2–3 cm átmérőjű fészkekben csak nyelves virágok találhatóak. A kis fészekpikkelyek fekete hegyűek, a párta csillogó sárga, csúcsa fogaskás. A nyelves virágok fonákja zöldessárga.
Termése egyszerű, szőrös kaszattermés, a bóbita szőrei két sorban állnak, a belsők hosszabbak, pelyhesek, míg a külsők egyszerűek, rövidek.
A növény minden része tejnedvet tartalmaz.
A fiatal levelek salátaként fogyaszthatók, a gyermekláncfű levelétől eltérően ritkán keserűek.

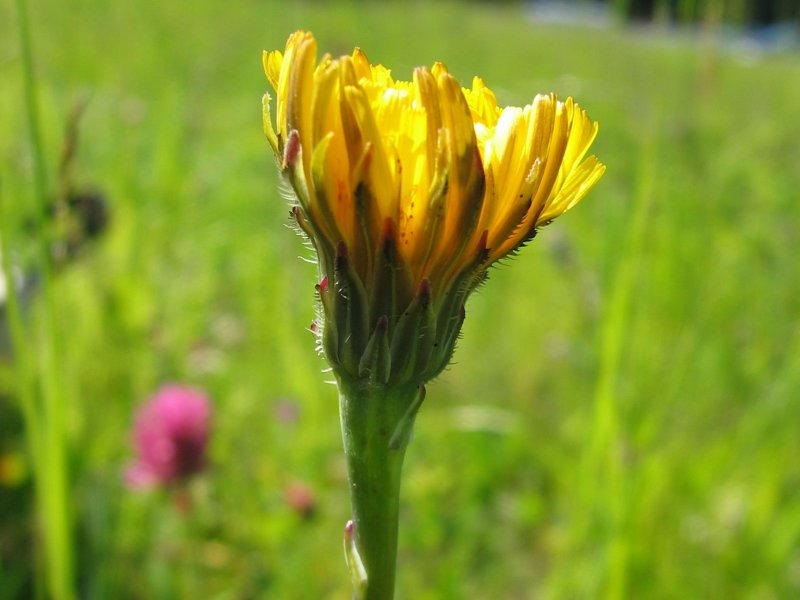
Kinyílatlan virága
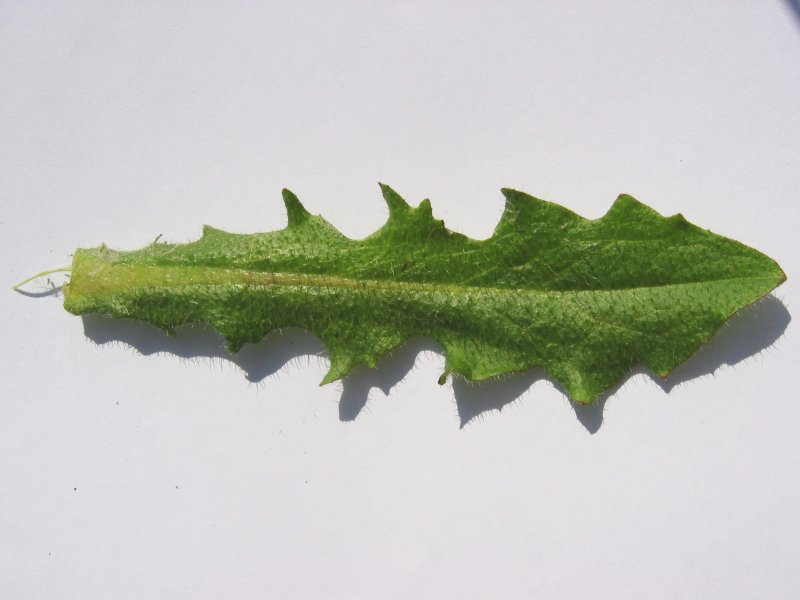
Kacúros, serteszőrös levele
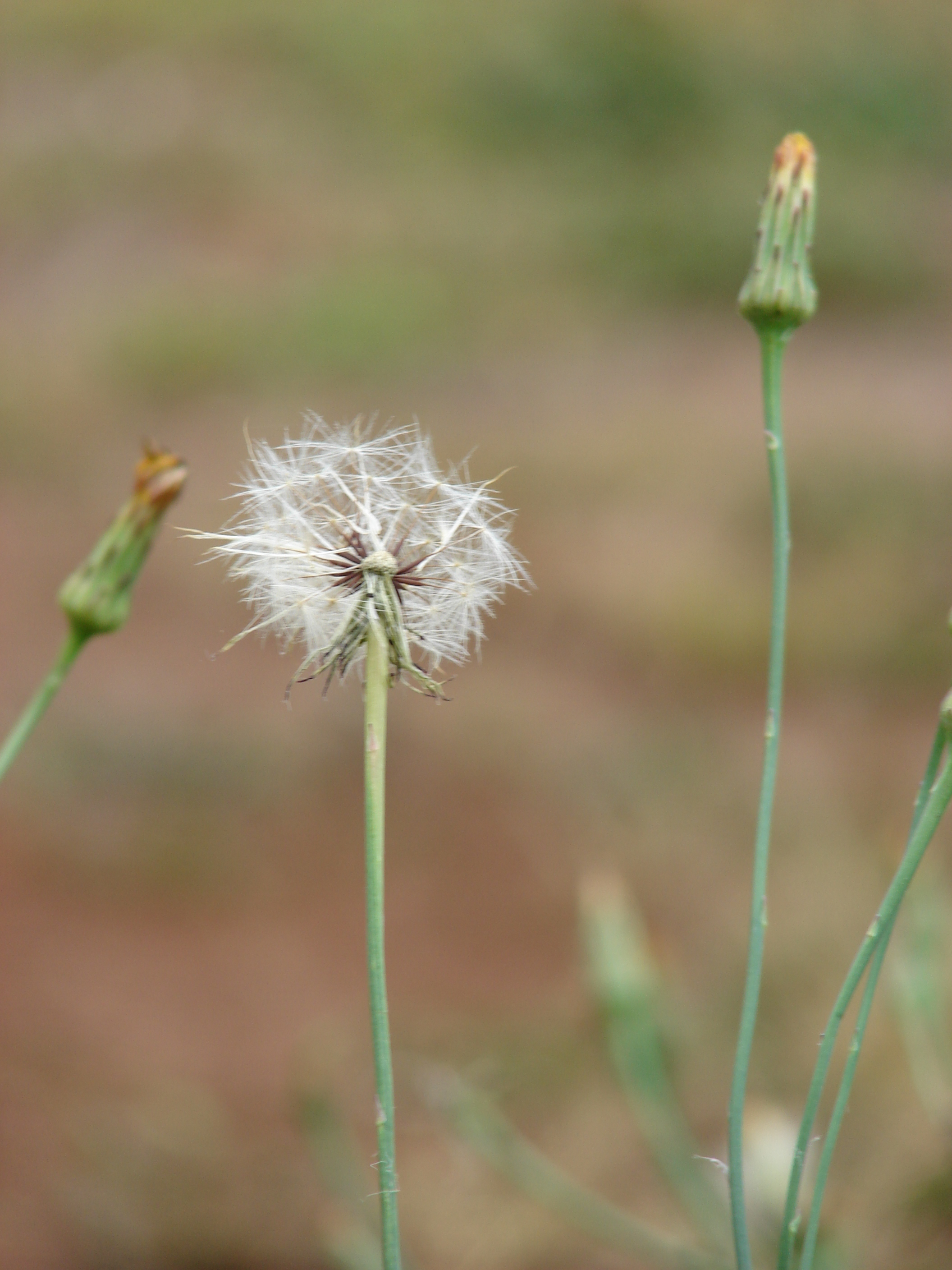
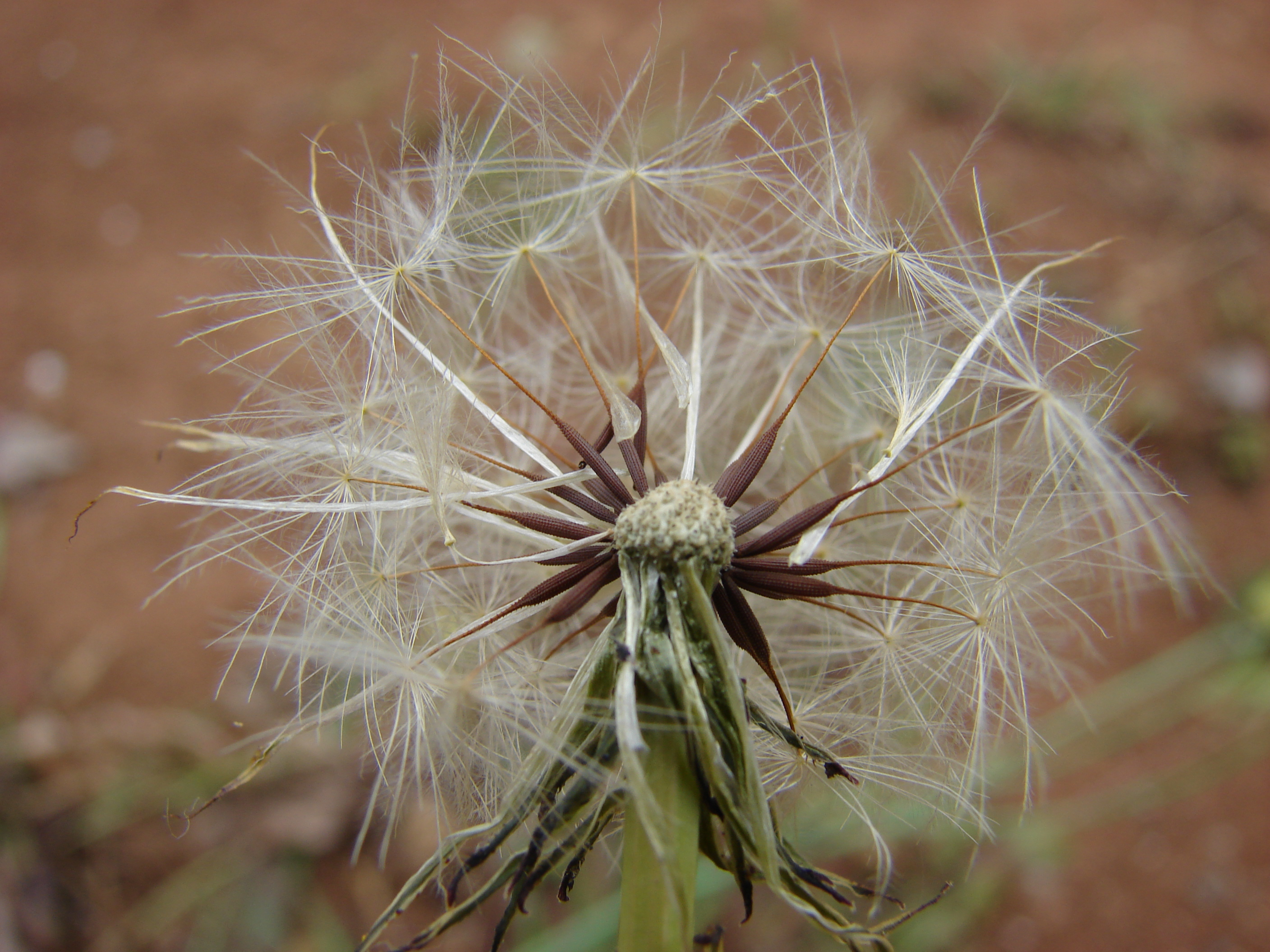
Kaszattermése közelről

## Hasonló fajok
- Bár angolul hamis gyermekláncfűnek is nevezik, valójában könnyen megkülönböztethető a gyermekláncfűtől; annak szára üreges, levelei szálkásabbak, nem szőrösek.
- A közönséges hölgymál levele tagolatlan.
- Az őszi oroszlánfog levele osztott, de nem szőrös.

## Fordítás
- Ez a szócikk részben vagy egészben a Catsear című angol Wikipédia-szócikk ezen változatának fordításán alapul.  Az eredeti cikk szerkesztőit annak laptörténete sorolja fel. Ez a jelzés csupán a megfogalmazás eredetét és a szerzői jogokat jelzi, nem szolgál a cikkben szereplő információk forrásmegjelöléseként.